# Monumento al General Elorza

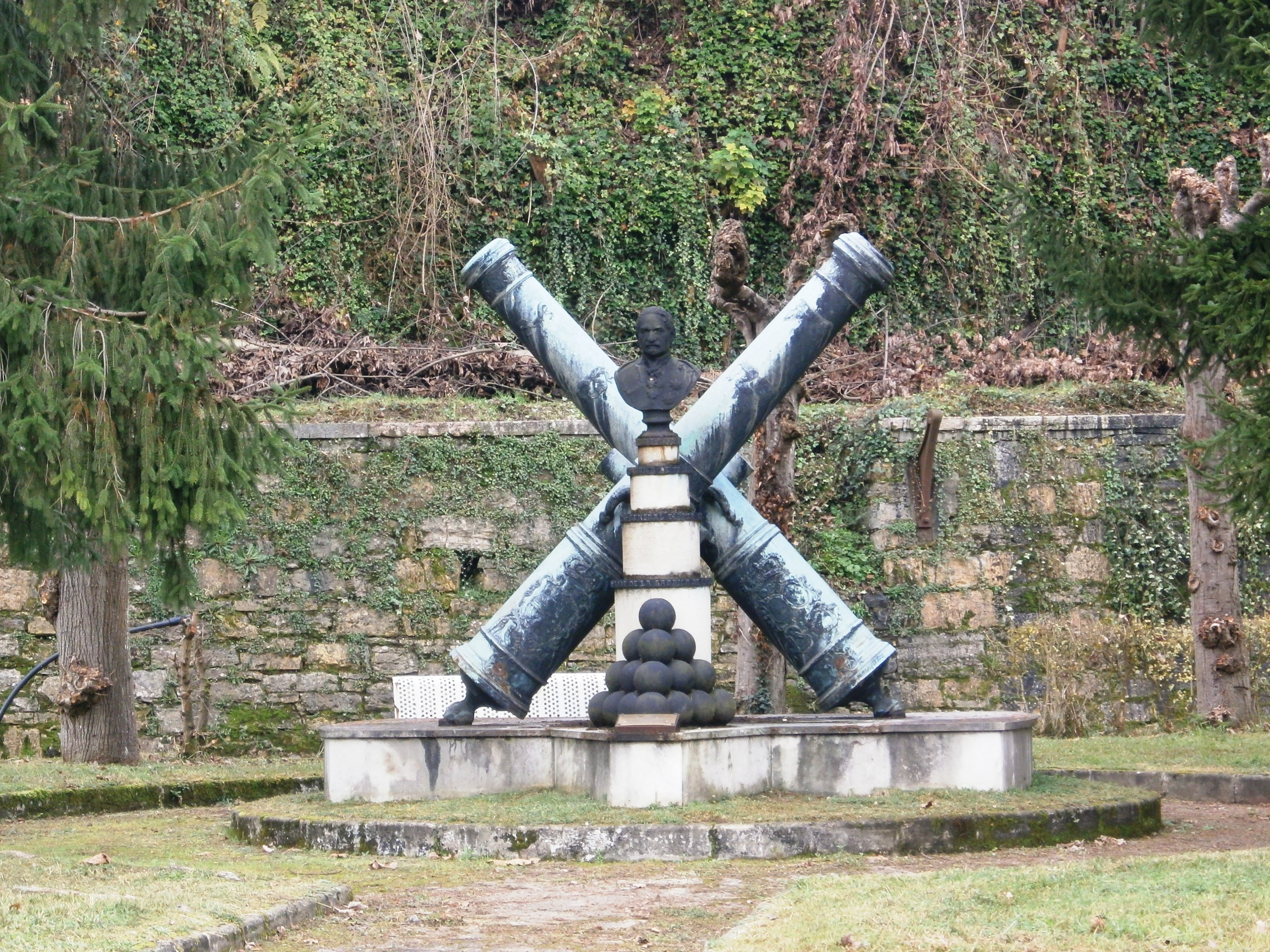
Monumento al General Elorza.

La escultura urbana conocida por el nombre Monumento al General Elorza, ubicada en la Fábrica de armas de Trubia (Asturias) es una de las más de un centenar que adornan las calles de la mencionada ciudad española.
El paisaje urbano de esta ciudad,  se ve adornado por  obras escultóricas, generalmente monumentos conmemorativos dedicados a personajes de especial relevancia en un primer momento, y más puramente artísticas desde finales del siglo XX.
La escultura, hecha en bronce, es obra de Josep Piquer i Duart, y está datada su instalación en 1923.
El general Francisco Antonio Elorza y Aguirre nació en Oñate (Guipúzcoa) en  1798 y murió en  Madrid en 1873. Fue director de la Fábrica de armas de Trubia y, mientras desempeñó el cargo, modernizó la fábrica y emprendió dos grandes obras: la fundación de la Escuela de Formación Profesional por un lado,  y la creación de una sección de producción artística por otro.
El monumento está ubicado en los jardines de la Fábrica y está compuesto por  el busto del General que está colocado delante de la intersección de dos cañones que forman una aspa y delante del busto una pirámide de artillería.